# Massif forestier de Nuaillé-Chanteloup
Le massif forestier de Nuaillé-Chanteloup est une forêt située dans les Mauges, dans le département de Maine-et-Loire. C'est le plus important massif forestier des Mauges, s'étendant sur plus de 3 000 hectares. Il s'étend sur cinq communes: Chanteloup-les-Bois, Mazières-en-Mauges, Nuaillé, Toutlemonde et Yzernay.